# Filip Komorski
Filip Komorski (* 27. Dezember 1991 in Warschau) ist ein polnischer Eishockeyspieler, der seit 2022 erneut beim GKS Tychy in der Polska Hokej Liga unter Vertrag steht.

## Karriere
Filip Komorski begann seine Karriere als Eishockeyspieler in der Jugendabteilung von Legia Warschau und debütierte 2008 in der zweitklassigen I liga. 2010 wechselte er nach Kanada zu den Powassan Dragons in die Greater Metro Hockey League, eine regionale Juniorenliga. Aber schon nach einem halben Jahr zog es ihn nach Warschau zurück, wo er weitere eineinhalb Jahre in der I liga spielte. 2012 wechselte er in die Ekstraliga, die höchste polnischen Spielklasse, in der er zunächst für den GKS Katowice auf dem Eis stand. Nachdem er von 2013 bis 2015 bei Unia Oświęcim gespielt hatte, ging er zum GKS Tychy, für den er die nächsten s3chs Jahre spielte. Mit den Schlesiern gewann er 2017 den polnischen Pokalwettbewerb und 2018 das Double aus Meisterschaft und Pokal. Auch 2019 und 2020 wurde er polnischer Meister. 2017 wurde er für die beste Plus/Minus-Bilanz der Ekstraliga ausgezeichnet. 2021/22 spielt er für den HC Frýdek-Místek in der 1. Liga, der zweithöchsten tschechischen Spielklasse. Anschließend kehrte er nach Tychy zurück und wurde mit dem Klub 2023 polnischer Vizemeister.

### International
Für Polen nahm Komorski im Juniorenbereich an der U18-Weltmeisterschaft der Division I 2009 sowie der U20-Weltmeisterschaft der Division II 2011 teil. 
Im Seniorenbereich debütierte er in der Saison 2014/15 in der polnischen Nationalmannschaft. Er stand erstmals bei der Weltmeisterschaft 2018 im Aufgebot seines Landes bei einem großen Turnier und stieg mit den Polen von der A-Gruppe der Division I in die B-Gruppe ab. Dort spielte er dann bei den Weltmeisterschaften 2019, als er gemeinsam mit seinem Landsmann Damian Kapica und dem Ukrainer Witalij Ljalka Torschützenkönig des Turniers war, und 2022, als er als zweitbester Torschütze des Turniers (gemeinsam mit dem Japaner Makuru Furuhashi hinter dessen Landsmann Yūshirō Hirano) zum Wiederaufstieg in die A-Gruppe beitrug. Zudem vertrat er seine Farben bei der Qualifikation für die Olympischen Winterspiele in Peking 2022.

## Erfolge und Auszeichnungen
- 2017 Polnischer Pokalsieger mit dem GKS Tychy
- 2017 Beste Plus/Minus-Bilanz der Ekstraliga
- 2018 Polnischer Meister und Pokalsieger mit dem GKS Tychy
- 2019 Polnischer Meister mit dem GKS Tychy
- 2020 Polnischer Meister mit dem GKS Tychy

### International
- 2011 Aufstieg in die Division I bei der U20-Weltmeisterschaft der Division II, Gruppe B
- 2019 Bester Torschütze der Weltmeisterschaft der Division I, Gruppe B (gemeinsam mit Damian Kapica und Witalij Ljalka)
- 2022 Aufstieg in die Division I, Gruppe A, bei der Weltmeisterschaft der Division I, Gruppe B

## Ekstraliga-Statistik
(Stand: Ende der Saison 2022/23)